# Eichstädter Warte

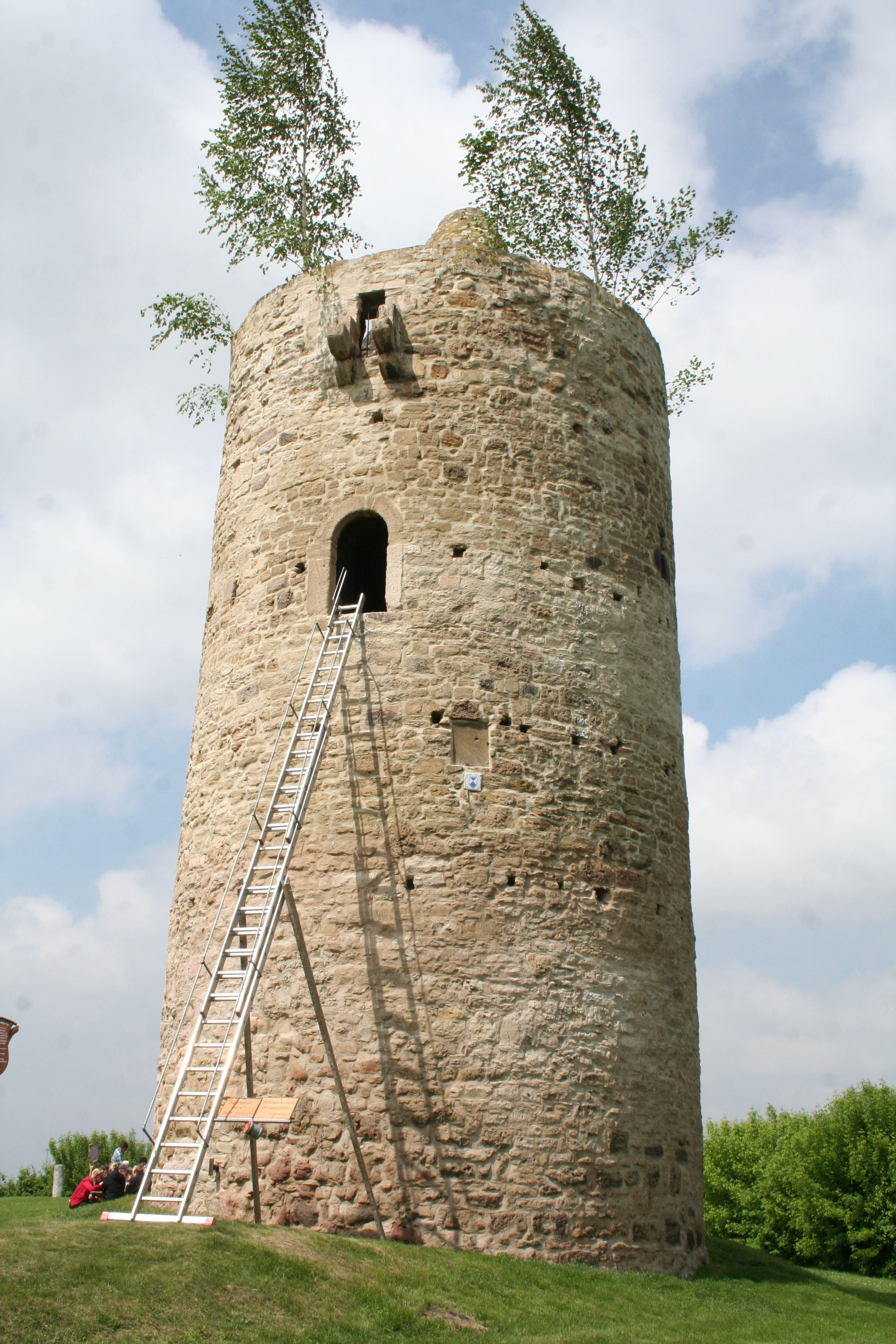
Der Wachturm der Eichstädter Warte

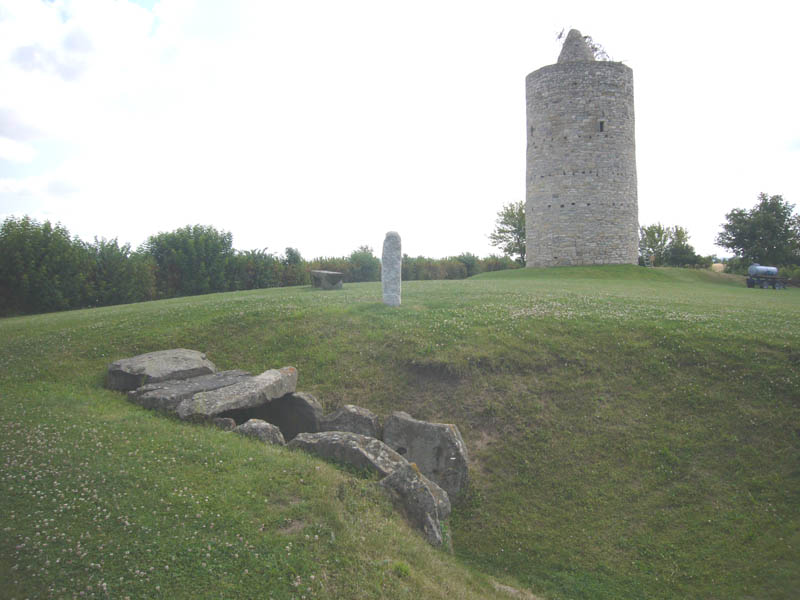
Ensemble von Steinkammergrab (Vordergrund), Dolmengöttin (Mitte) und Wachturm

Die Eichstätter Warte ist ein mittelalterlicher Wartturm auf einer Anhöhe in der Nähe des Ortes Langeneichstädt im Saalekreis in Sachsen-Anhalt. Der Wartturm ist im örtlichen Denkmalverzeichnis unter der Erfassungsnummer 094 05939 als Baudenkmal eingetragen.

## Wartturm
Der Turm hat eine Höhe von 15,6 m und einen Umfang am Fuß von 23 m. Der einzige Zugang liegt, wie bei solchen Anlagen üblich, nicht auf dem Niveau der Umgebung, sondern er befindet sich auf der Südseite in einer Höhe von etwa 8 m, so dass der Turm nur über eine Leiter zugänglich war (und ist), die früher im Gefahrfall von der Turmbesatzung eingezogen werden konnte. Die Aussichtsplattform befindet sich in 12 m Höhe.
Die gute Umsicht und ein nördlich verlaufender alter Handelsweg waren Voraussetzung für die Errichtung dieses Wartturmes als Vorposten der Burg Querfurt.
Der erste Turm an dieser Stelle wurde vermutlich unter König Heinrich I. im 10. Jahrhundert als ein Glied einer Reihe von Wehrbauten gegen die Einfälle der Ungarn errichtet. Das heute noch erhaltene Bauwerk, das hauptsächlich aus Kalkstein, daneben auch aus Sandstein besteht, ist jedoch jünger. Aus der Mauertechnik lässt sich schließen, dass es im 14. oder 15. Jahrhundert errichtet wurde; anhand dendrochronologischer Untersuchungen von Resten eines Holzbalkens wird das Baujahr 1483 angenommen.

## Dolmengöttin
Neben dem Turm befindet sich ein jungsteinzeitliches Steinkammergrab, das im Jahre 1987 zufällig bei Feldarbeiten entdeckt wurde und als Großsteingrab Langeneichstädt bekannt ist. Die Deckplatte bildete ein Menhir mit der Darstellung einer Dolmengöttin. Dieser wurde zwar entfernt und wird nun im Landesmuseum für Vorgeschichte in Halle ausgestellt, eine Nachbildung steht jedoch auf der Anhöhe zwischen der Grabanlage und dem Wachturm. Grab, Dolmengöttin und Turm bilden ein Denkmalensemble.
Die Dolmengöttin ist eine Station auf der touristischen Straße „Himmelswege“.